# Anahoplites
Anahoplites – rodzaj głowonogów z podgromady amonitów, z rzędu Ammonitida.
Żył w okresie kredy (alb).